# Cliffortia hexandra
Cliffortia hexandra är en rosväxtart som beskrevs av August Henning Weimarck. Cliffortia hexandra ingår i släktet Cliffortia och familjen rosväxter. Inga underarter finns listade i Catalogue of Life.